# Рыбинка (приток Луги)
Рыбинка (Ольховик) — река в России, протекает по территории Лужского района Ленинградской области. Устье реки находится в 186 км по левому берегу реки Луга. Длина реки — 12 км.

## Данные водного реестра
По данным государственного водного реестра России относится к Балтийскому бассейновому округу, водохозяйственный участок реки — Луга, речной подбассейн реки — подбассейн отсутствует. Относится к речному бассейну реки Нарва (российская часть бассейна).
По данным геоинформационной системы водохозяйственного районирования территории РФ, подготовленной Федеральным агентством водных ресурсов:
- Код водного объекта в государственном водном реестре — 01030000512102000026023
- Код по гидрологической изученности (ГИ) — 102002602
- Код бассейна — 01.03.00.005
- Номер тома по ГИ — 2
- Выпуск по ГИ — 0